# Cijuela
Cijuela è un comune spagnolo di 1 687 abitanti situato nella comunità autonoma dell'Andalusia.